# Utamaro Kitagawa

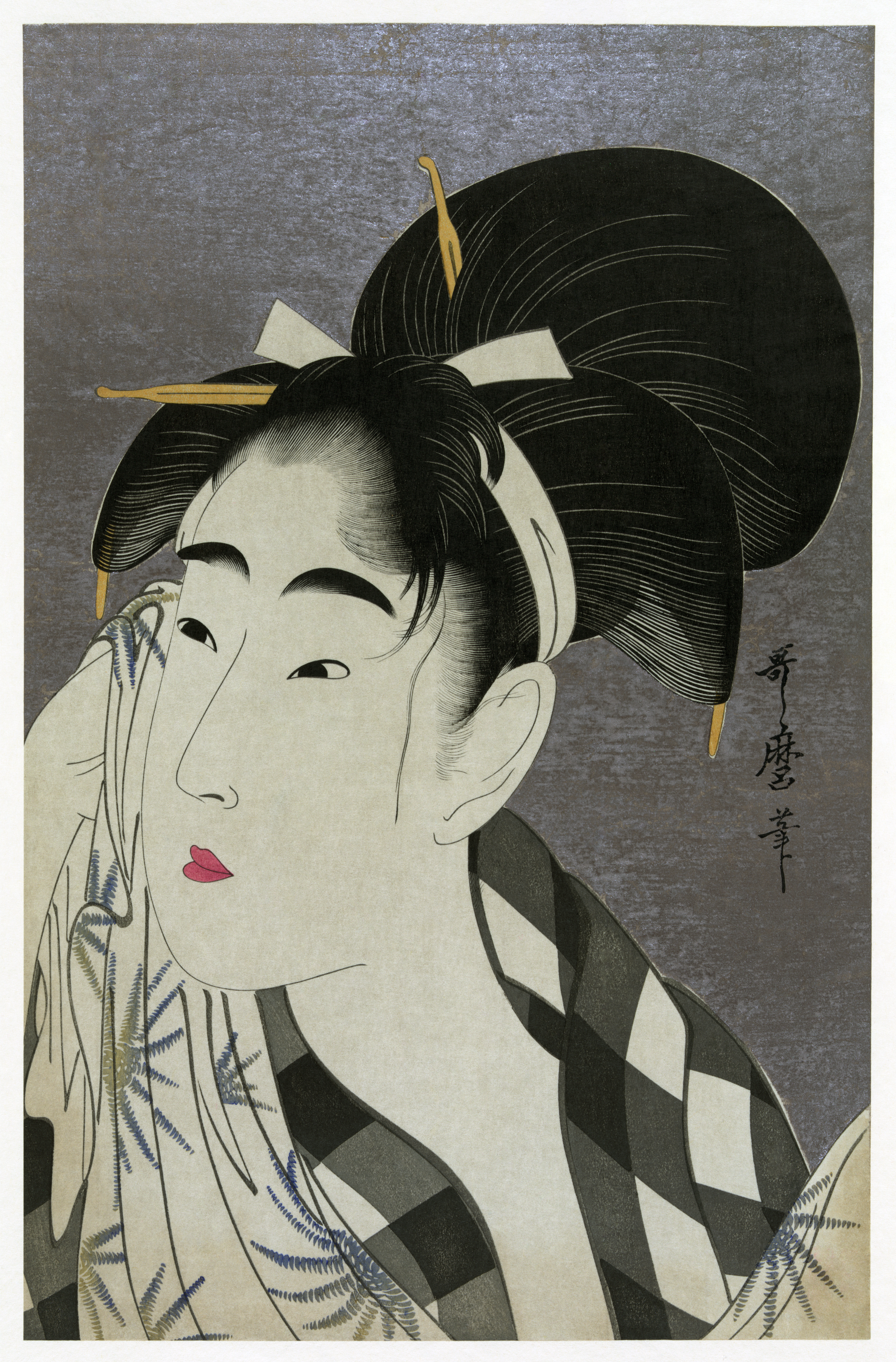
Kobieta ocierająca pot (1798), drzeworyt

Utamaro Kitagawa (jap. 喜多川 歌麿 Kitagawa Utamaro; ur. 1753, zm. 31 października 1806 w Edo) – japoński drzeworytnik i malarz z okresu Edo. Uważany za jednego z najlepszych twórców gatunku ukiyo-e. Najbardziej znany jest z tworzenia obrazów typu bijin ōkubi-e przedstawiających piękne kobiety.

## Życie i twórczość
Szczegóły dotyczące życia artysty nie są znane. Był uczniem Toriyamy Sekiena, inspirował się twórczością ówczesnych artystów: Kitao Masanobu i Torii Kiyonaga. Na podstawie ich technik próbował wykształcić własny styl. Pierwsze jego dzieła zaczęły pojawiać się w latach 70. XVIII wieku, a szczyt swojej kariery osiągnął w latach 90. XVIII wieku. Początkowo malował pod pseudonimem Toyoaki, w późniejszych latach podpisywał się Utamaro. Stworzył łącznie ponad 2000 dzieł. Jest jednym z niewielu artystów tamtych czasów, który zyskał sławę w Japonii jeszcze za życia.
W 1804 roku został aresztowany na 50 dni za nielegalne produkowanie druków przedstawiających XVI-wiecznego przywódcę militarnego Hideyoshiego Toyotomiego. Zmarł dwa lata później.

## Wybrane dzieła
- Wizerunki kobiet
- Dwanaście godzin w dzielnicach rozrywek
- Zakochane kobiety
- Trzy słynne piękności
- Dwie kobiety
- Kurtyzana trzymająca wachlarz
- Kobieta ocierająca pot